# Francis Darwin
Pour les articles homonymes, voir Darwin.
Sir Francis “Frank” Darwin est un botaniste britannique, né le 16 août 1848 à Down House, Downe dans le Kent et mort le 19 septembre 1925 à Cambridge.

## Biographie
Il est le troisième fils et le septième enfant du naturaliste Charles Darwin et de Emma Darwin. Au Trinity College de Cambridge, il étudie d’abord les mathématiques, puis les sciences naturelles, et obtient son diplôme en 1870. Il étudie la médecine à l’hôpital St. George's, mais il n'exerce pas comme médecin. Il obtient un master à Cambridge en 1875.
Francis Darwin se marie trois fois. La première fois avec Amy Ruck en 1874, mais elle meurt en 1876, quatre jours après la naissance de son fils Bernard Darwin (en) (1876-1961), qui écrira sur le golf. Francis Darwin se remarie avec Ellen Wordsworth Crofts, maître de conférences en littérature anglaise à Newnham College. De cette union naît Frances Cornford (en) (1886-1960), poète elle-même et plus tard épouse du professeur d'humanités classiques de Cambridge Francis Macdonald Cornford (1874-1943). Ellen Crofts meurt en 1903. Francis Darwin se remarie en 1913 avec Florence Henrietta Fisher (1854-1920), dramaturge, veuve de Frederic William Maitland (1850-1906).
De 1874 à 1882, il travaille comme secrétaire de Charles Darwin. Il étudie le tropisme des plantes, et s’intéresse notamment au phototropisme. Il est élu membre de la Linnean Society en 1875. En 1876, il passe quelques mois à l'université de Wurtzbourg où il s'initie aux méthodes expérimentales de Julius von Sachs, puis en 1881, il travaille quelque temps avec Anton de Bary à l'université de Strasbourg. Avec son père, il publie en 1880, The Power of Movement in Plants (en). Leurs expériences montrent le coléoptile d'une jeune plante dirigeant sa croissance dans la direction de la lumière en comparant les réponses des coléoptiles couverts et découverts. Leurs observations devaient conduire à la découverte de l’auxine. À la mort de son père, il s'installe à Cambridge, où il est assistant en botanique à l'université en 1884, puis fellow de Christ's College en 1886 et enfin maître de conférences de 1888 à 1904.
Francis Darwin est élu membre de la Royal Society le 8 juin 1882, il est membre du comité de la société de 1894 à 1902, et secrétaire pour l'étranger de 1903 à 1907. Il publie en 1887, The Autobiography of Charles Darwin, puis plusieurs recueils de correspondance de son père : The Life and Letters of Charles Darwin (1887) et More Letters of Charles Darwin (1905). Il édite le livre de Thomas Henry Huxley (1825-1895) On the Reception of the Origin of Species (1887).
Il est docteur honoris causa de l’université de Cambridge en 1909, pour le centenaire de la naissance de son père, reçoit la médaille Darwin en 1912 et est anobli en 1913. Il meurt à son domicile de Cambridge en 1925.